# Hodgen (Oklahoma)
Hodgen est une census-designated place du comté de Le Flore, dans l'État d'Oklahoma, aux États-Unis. En 2020, elle compte une population de 62 habitants.